# تاكاأكي ناكامورا
تاكاأكي ناكامورا (باليابانية: 中村 貴昭) (مواليد 8 سبتمبر 1974)، هو لاعب كرة قدم سابق كان يلعب كمهاجم.